# 白花悬钩子
白花悬钩子（学名：Rubus leucanthus）为蔷薇科悬钩子属的植物。分布在越南、泰国、老挝、柬埔寨以及中国大陆的湖南、云南、福建、贵州、广东等地，生长于海拔300米至1,400米的地区，一般生长在路边、林中、开阔地、疏林中、沟边灌丛中和阳坡，目前尚未由人工引种栽培。

## 别名
白钩簕籐、南蛇簕（海南）